# Legende vom Hufeisen
Die Legende vom Hufeisen ist eine Ballade Johann Wolfgang Goethes aus dem Jahr 1797.

## Inhalt
Die Ballade erzählt eine Legende um Jesus Christus und beginnt mit den folgenden Versen:
Als noch, verkannt und sehr gering,

Unser Herr auf der Erden ging

Und viele Jünger sich zu ihm fanden,

Die sehr selten sein Wort verstanden,
Die Geschichte ist folgendermaßen wiedergegeben: Jesus fordert seinen Jünger Petrus vergeblich auf, ein altes Hufeisen aufzuheben und hebt es dann selbst auf. Dann verkauft er es und bekommt für das Geld Kirschen. Diese Kirschen lässt er dann unterwegs einzeln fallen und veranlasst Petrus, sich immer wieder danach zu bücken. Petrus wird damit eine Lehre erteilt, die auch für den Leser gelten soll:
Das dauert eine ganze Zeit.

Dann sprach der Herr mit Heiterkeit:

„Tätst du zur rechten Zeit dich regen,

Hättst du’s bequemer haben mögen.

Wer geringe Dinge wenig acht’t,

Sich um geringere Mühe macht.“

## Kommentar
Jesus erscheint in diesem Gedicht als gütiger Wanderprediger, der stets als „Herr“ benannt wird und es liebt, „seinen Hof zu halten auf der Straßen“. Die Sprache wirkt altertümlich hat eine schlichte Form, die das bürgerliche Spätmittelalter anklingen lässt.
Das Lehrhafte wird mit Humor erzählt und dadurch umso bereitwilliger aufgenommen.